# 교하 김씨
교하 김씨(交河金氏)는 경기도 파주시 교하동을 본관으로 하는 한국의 성씨이다.

## 역사
시조 김맹정(金孟貞)은 신라 종실의 후손으로 고려 때 장군을 지냈다. 1135년(인종 13) 묘청의 난을 토평하는데 공을 세워 교하군(交河君)에 봉해졌다. 상계는 실전되어 전하지 않는다고 하였다.
전객령 김득성(金得成)대에 와서 크게 번성하였는데 장자 김전(金田)은 상장군을 지내고 아들 김승귀(金承貴)는 전공판서를 지냈으며, 차남 김삼(金三)의 아들 김용례(金庸禮)는 원종공신에 올랐으며, 삼남 김어도(金御道)의 아들 김실로(金實老)는 판관을 역임하였다.
김정석(金廷碩)은 어모장군 김계동의 아들로 1546년(명종 1) 문과에 급제하여 군수를 역임하고 가문을 빛냈다. 
《증보문헌비고》 및 《조선씨족통보 》에 교하 김씨는 김정석의 후예라 하였다.
김성구(金成九)는 부호군 김경행(金景行)의 아들로 1630년(인조 8) 문과에 급제하여 동지중추부사를 지내고 일파를 형성하여 파조(派祖)가 되었다. 손자 김희신(金喜臣)도 숙종때 등과하여 현감(縣監)을 지냈다.
김억남(金億南)은 통정대부에 오르고, 김윤구(金尹九)는 충청도 관찰부 주사를 역임하였다.

## 참고 자료
- “교하김씨(交河金氏)”. 뿌리를 찾아서.[깨진 링크(과거 내용 찾기)]